# Езон (Аргос)
Езон (Aigon) е претендент за цар на Аргос през 7 век пр.н.е. от династията на Хераклидите.
Вероятно е син на Дамократ. През класическия период царството в Аргос е заменено от демокрация.